# Đèo Rohtang
Đèo Rohtang (tiếng Hindi: रोहतांग दर्रा) (Bhoti: Rohtang , nghĩa: đống xác chết, do những người chết khi cố vượt qua đèo trong điều kiện thời tiết xấu) (độ cao 3.978 m (13.050 ft)), là một đèo cao ở phía đông dãy Pir Panjal của Hi Mã Lạp Sơn cách khoảng 51 km (32 mi) từ Manali. Nó nối thung lũng Kullu với thung lũng Lahaul và Spiti của Himachal Pradesh, Ấn Độ.

## Địa lý
Ngọn đèo là một đường phân cách tự nhiên giữa thung lũng Kullu với chủ yếu là văn hóa Ấn giáo (ở phía nam) và thung lũng Lahaul và Spiti cằn cỗi ở trên cao với nền văn hóa Phật giáo (ở phía bắc). Đèo nằm trên lằn giáp nước giữa hai lưu vực sông Chenab và Beas. Phía nam của đèo, sông Beas phun lên từ dưới lòng đất và chảy về phương nam và bên phía bắc đèo, sông Chandra (bắt nguồn từ sườn đông Hi Mã Lạp Sơn) là một sông nguồn của sông Chenab, chảy về hướng tây.

## Tổng quan
Đèo được mở từ tháng 5 đến tháng 11. Nó không phải đặc biệt cao hoặc khó để đi bộ qua theo những tiêu chuẩn của người Hi Mã Lạp Sơn, nhưng nó nổi danh là nguy hiểm bởi những cơn bão tuyết bất thường.

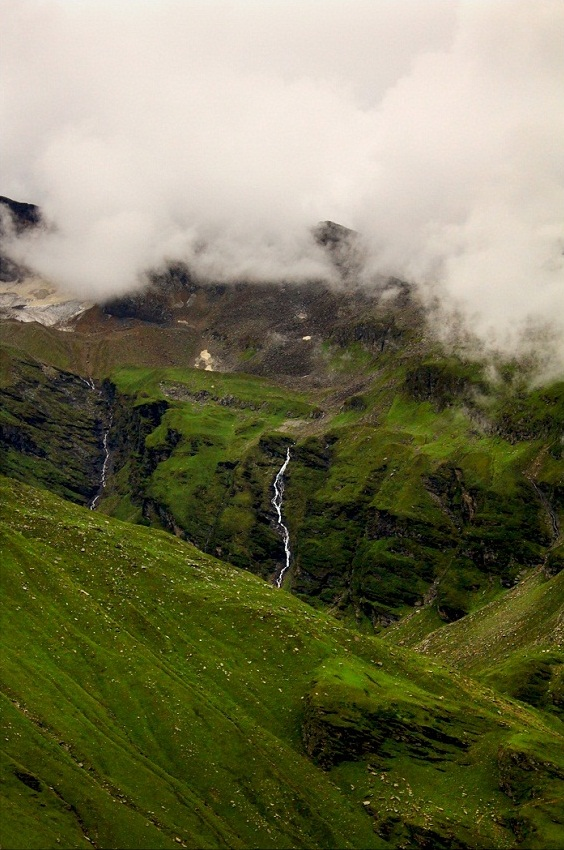
Một thác nước trên đường đến Rohtang

Một số tập trong phần phụ IRT Deadliest Roads của loạt phim Ice Road Truckers trên kênh History Channel đã cùng với các tài xế xe tải vượt đèo Rohtang để cung cấp nhu yếu phẩm.
Với sự gia tăng lượng lưu thông tại thung lũng Rohtang, các nhà môi trường lo ngại tác động của nó đối với hệ sinh thái nhạy cảm của ngọn núi. Nhiệt độ trung bình tăng gây tan chảy các dòng sông băng là những vấn đề đáng phải quan tâm.

## Đường hầm Rohtang
Do tầm quan trọng quân sự của đường quốc lộ và sự cần thiết để giao thông thông suốt cả năm, năm 2010 chính phủ Ấn Độ đã khởi công xây dựng đường hầm Rohtang dài 8,5 km (5,3 mi) trị giá 320  triệu USD để vượt qua đèo Rohtang nhằm tạo một đường nối mở cửa quanh năm an toàn và nhanh hơn, nối liền Keylong, Lahaul và Spiti và Leh ở Ladakh.  Đường hầm cũng rút ngắn quãng đường khoảng 50 km (31 mi) và giảm thời gian vận chuyển giữa 2 sườn bắc và nam của đèo Rohtang xuống 5 giờ.  Trong khi phải mất 4 đến 6 giờ để vượt đèo Rohtang, thì chỉ mất khoảng 30 phút để đi qua hầm Rohtang.

## Thư viện ảnh

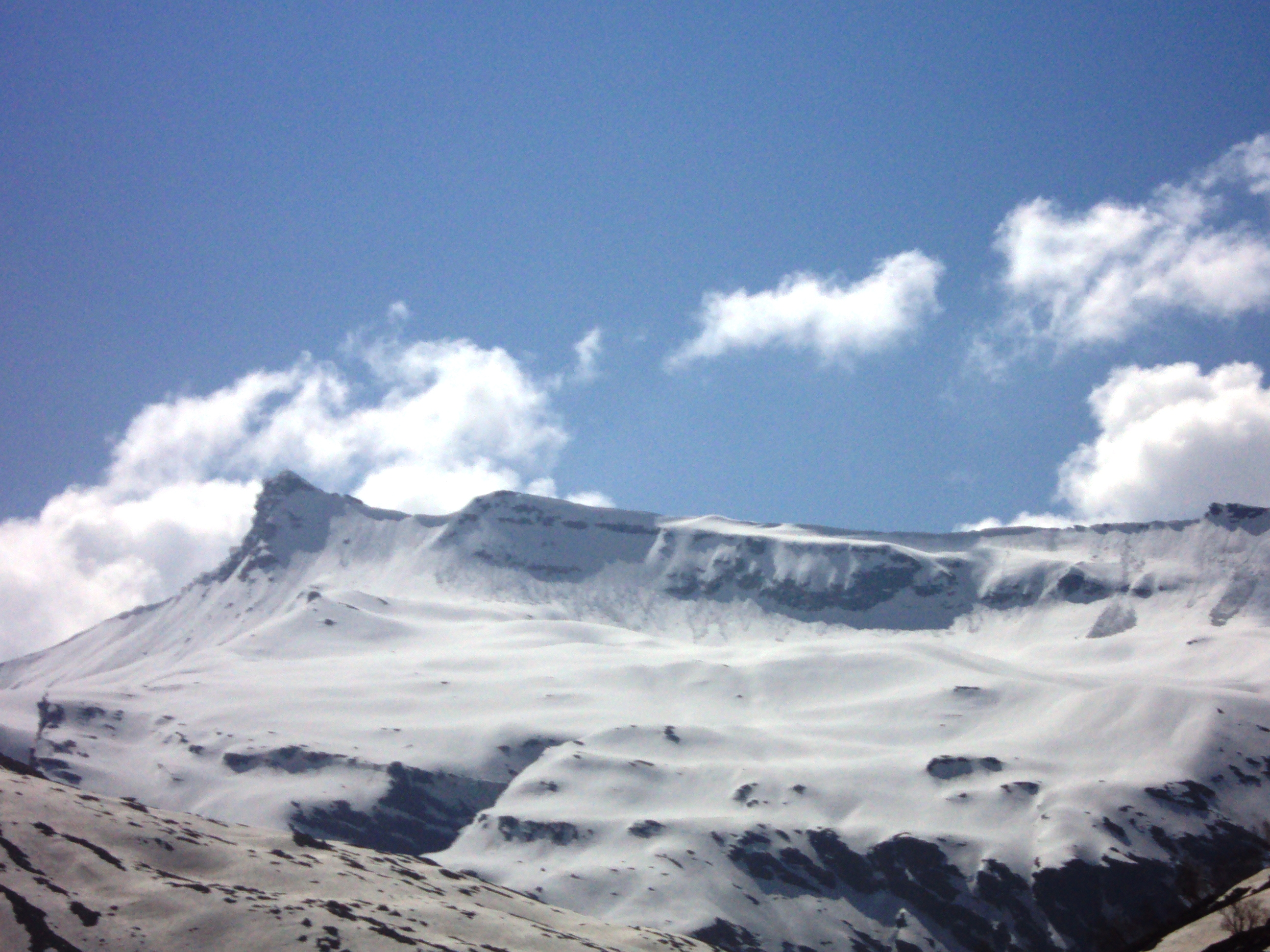
Toàn cảnh đỉnh núi Hi Mã Lạp Sơn ở phía xa nhìn từ đèo Rohtang, tháng 5 năm 2009
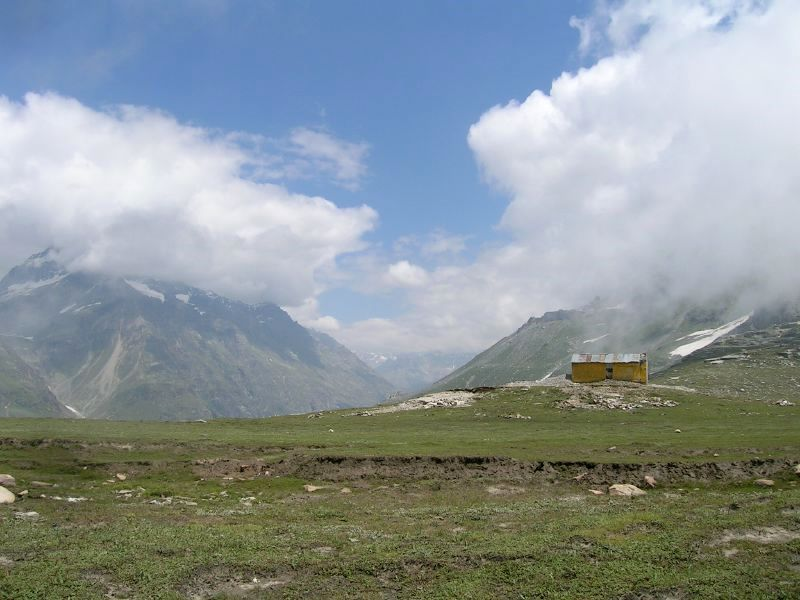
Những ngọn núi gần đèo Rohtang
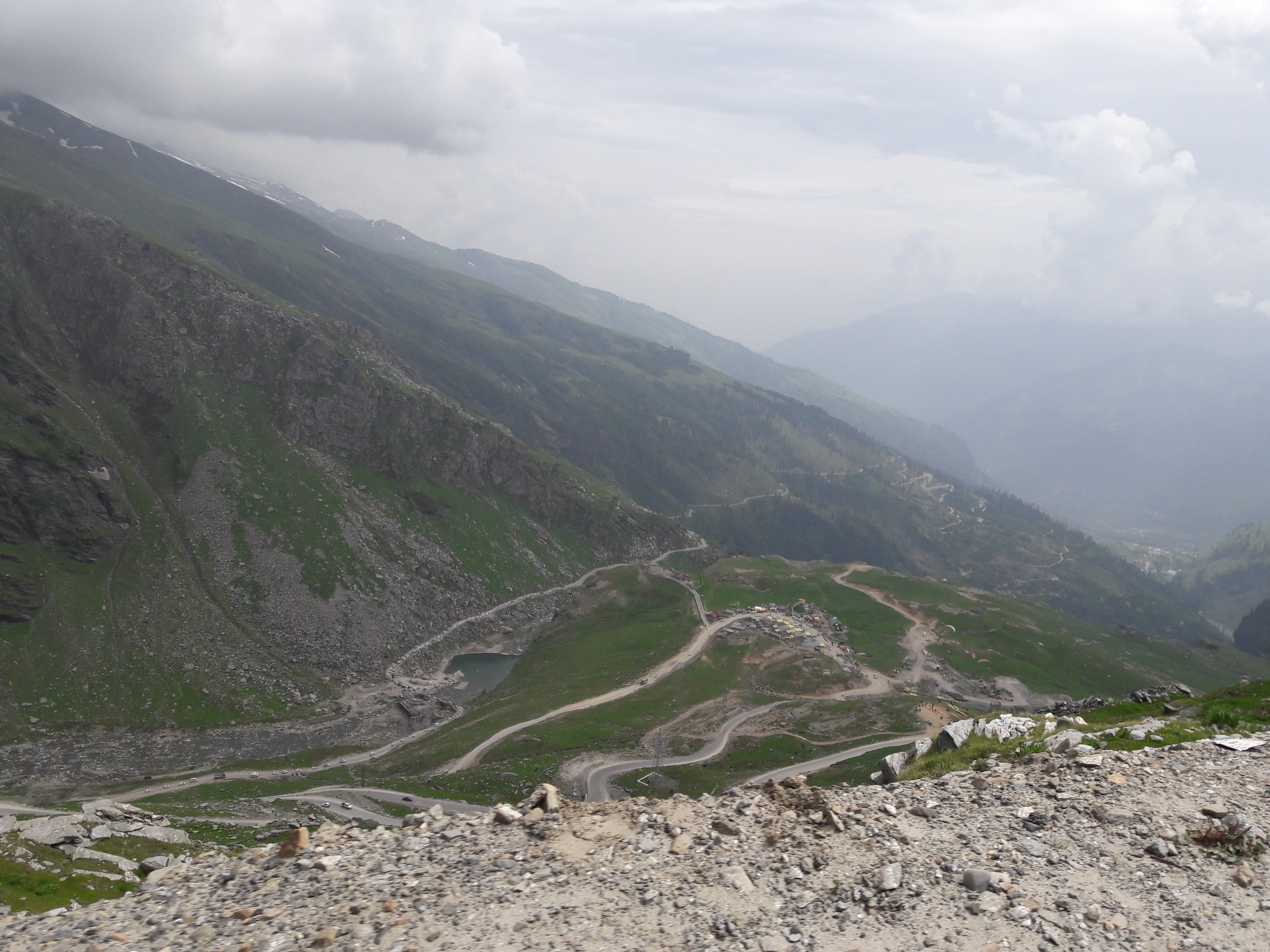
Quốc lộ Leh-Manali nhìn từ gần đèo Rohtang
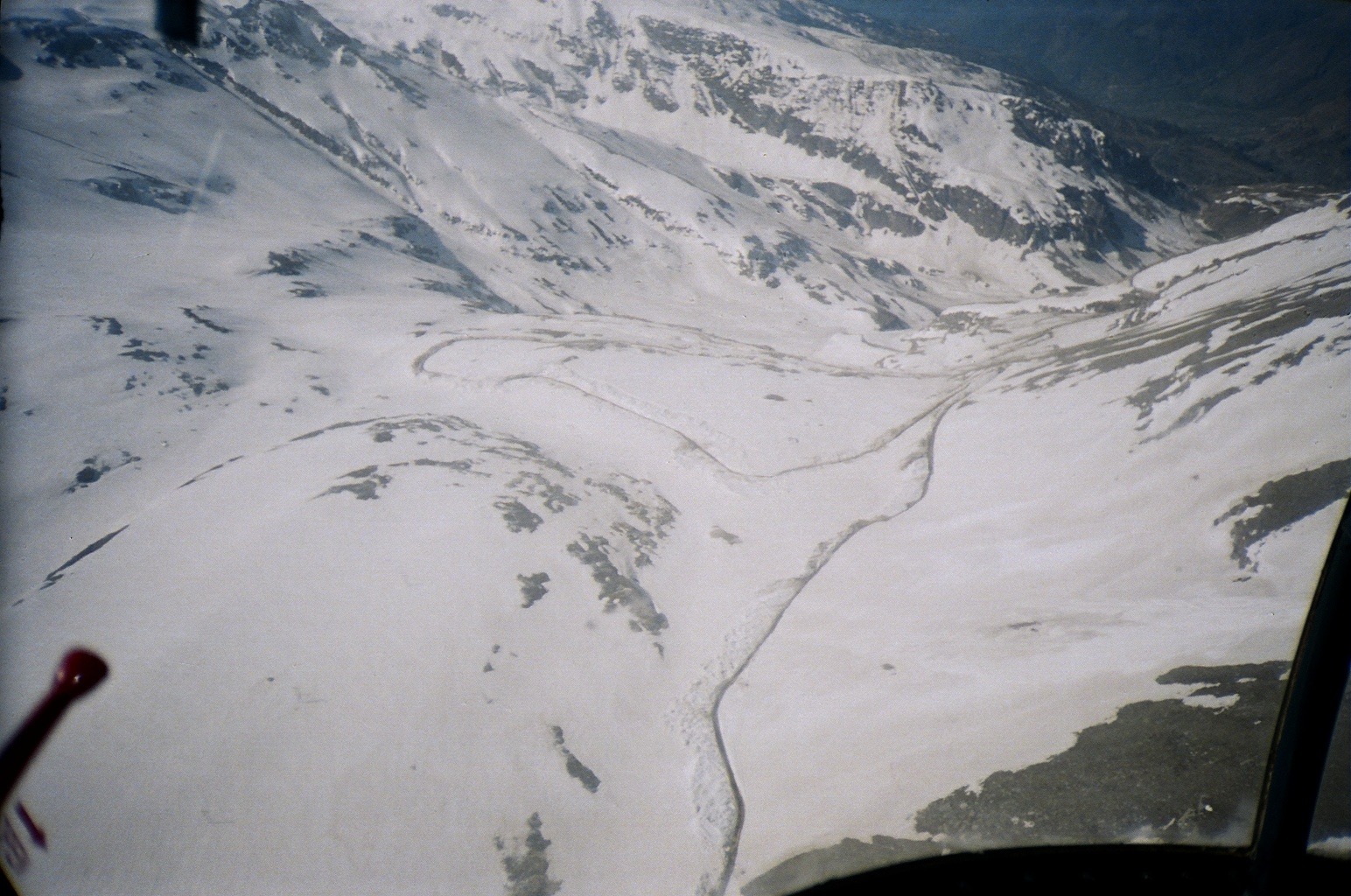
Đèo Rohtang trong mùa đông trên quốc lộ Leh-Manali